# Crow Song
《Crow Song》（日語：クロウ・ソング）是以日本電視動畫《Angel Beats!》中名叫「Girls Dead Monster」的女孩團體（All-female band）為名義，於2010年4月23日由Visual Art's所發售的該樂團第1張單曲，而負責製作的音樂公司為隸屬於Visual Art's旗下的Key Sounds Label。《Crow Song》總共收錄了3首於動畫中使用過的插入曲，而單曲的主唱全部由marina重新演唱錄製，不過在這之後動畫也推出了由LiSA進行演唱的版本。此外《Crow Song》的歌曲也以相同歌曲重新演唱的方式，收錄在《Keep The Beats!》這張專輯之中。

## 介紹
在《Angel Beats!》這部電視動畫中，作為女孩團體的「Girls Dead Monster」在故事中主要扮演以演唱會來吸引外人注意的角色，而《Crow Song》單曲中便是以動畫中出現的部分歌曲所重新製成的單曲光碟。在單曲中負責這些歌曲演唱的是負責岩澤雅美歌唱部分的marina，不過在實際上動畫的主唱部分隨著故事的發展則會改由LiSA負責演唱。
《Crow Song》收錄了在《Angel Beats!》前3話中於故事使用的歌曲，這包括有作為主打的《Crow Song》以及《Alchemy》與《My Song》兩首插入曲。在銷售當天《Crow Song》便於Oricon的每日單曲排行榜上榮獲第三名，並於銷售第4天便賣出16,400份左右；在推出之後一個禮拜，《Crow Song》也於Oricon的單曲排行榜上榮獲第七名。在正式銷售3個禮拜後，《Crow Song》已賣出超過25,000份專輯。2011年11月，已賣出超過100,000張專輯的《Crow Song》其銷售量正式獲得了日本唱片協會的金獎認證。

## 收錄曲目
| 曲序 | 曲目      | 备注                                                                                         | 时长 |
| ---- | --------- | -------------------------------------------------------------------------------------------- | ---- |
| 1.   | Crow Song | 第1話中使用，而在《Angel Beats!》漫畫版本中則表示《Crow Song》為巖澤麻美所編寫的第一首歌曲。 | 4:08 |
| 2.   | Alchemy   | 第3話中使用。                                                                                | 4:17 |
| 3.   | My Song   | 第3話中使用。                                                                                | 4:54 |

## 外部連結
- Crow Song （页面存档备份，存于）（日語）
- （页面存档备份，存于）（日語）